# Ерих I (Шлезвиг)
Вижте пояснителната страница за други личности с името Ерих I.
Ерих I Абелсон фон Шлезвиг (на немски: Erich I von Schleswig, Eric Abelsson, на датски: Erik 1. Abelsøn; * ок. 1240/1242; † 27 май 1272) е херцог на Шлезвиг (1260 – 1272).

## Живот
Той е вторият син на датския крал Абел († убит на 29 януари 1252; упр. 1250 – 1252) и съпругата му Мехтилд фон Холщайн († 1288), дъщеря на граф Адолф IV фон Шауенбург-Холщайн и Хайлвиг фон Липе. Внук е на датския крал Валдемар II (упр. 1202 – 41). Брат е на Валдемар III (1238 – 1257), херцог на Шлезвиг (1252 – 1257), Абел Абелсон (1252 – 1279) и на София Датска (1240 – сл. 1284), омъжена през 1258 г. за княз Бернхард I фон Анхалт-Бернбург († 1286/7).
След смъртта на баща му Абел, херцог на Шлезвиг става по-големият му брат Валдемар III, който започва война за датския престол. След смъртта на брат му Ерих I го наследява и през 1260 г. получава херцогството, но продължава войната за Дания и Шлезвиг. През 1261 г. той печели битката при Лохайде и пленява братовчед си Ерик V от Дания (упр. 1259 – 1286) и майка му. Така той осигурява наследството на линията си в Шлезвиг. Помагат му князете на Рюген, графовете на Холщайн, но постепенно загубва територията си в южната част в полза на короната. Известно време той дори е изгонван в Холщайн.
През 1268 г. Ерих I купува замък Готорф от Бундо († 1282), епископът на Шлезвиг, и започва да го престроява на херцогски замък.

## Фамилия
Ерих I се жени през 1259/1260 г. за принцеса Маргарета фон Рюген (* пр. 1256; † 27 май 1272), дъщеря на княз Яромар II фон Рюген († 1260/1261) и принцеса Еуфемия от Померания († 1270). Те имат децата:
- Валдемар IV († 1312), херцог на Шлезвиг, женен I. 1287 г. за принцеса Елизабет фон Саксония-Лауенбург († ок. 1306), II. 1306 г. за Анастасия фон Шверин
- Ерик (Ериксен) „Лангбайн“ фон Шлезвиг (* 1272; † 1310), от 1295 г. княз на Лангеланд, женен 1295 г. за София фон Кверфурт-Розенбург (* ок. 1260; † 1325), дъщеря на граф Бурхард VII фон Кверфурт, бургграф на Магдебург, и принцеса Юдит Саксонска (1223 – 1267), дъщеря на курфюрст Албрехт I Саксонски
- Маргарета († сл. 14 август 1313), омъжена 1264, пр. 1287 г. за граф Хелмолд III фон Шверин († сл. 1297)